# Svartvanga
Svartvanga (Oriolia bernieri) är en utrotningshotad fågel i familjen vangor som förekommer på Madagaskar.

## Utseende och läten
Svartvanga är en medelstor (23 cm) medlem av familjen. Hanen är genomgående glansigt svart med vit ögoniris och en slående ljusblå näbb. Honan är kraftigt roströd med tunn svart bandning. Honan är omisskännlig, men hanen kan möjligen förväxlas med den likaledes svarta madagaskardrongon, men denna har mörk näbb och mörkt öga. Lätet är ett karakteristiskt, höjljutt "schrip-schrip-schrip".

## Utbredning och systematik
Svartvanga placeras som enda art i släktet Oriolia. Fågeln är endemisk till Madagaskar, där den lever i fuktiga, låglänta skogar.

## Status
IUCN kategoriserar arten som starkt hotad.

## Namn
Fågelns vetenskapliga artnamn hedrar franske kirurgen och naturforskaren Alphonse Charles Joseph Bernier (1802-1858), verksam som samlare på Madagaskar. Tidigare kallades den berniervanga även på svenska, men justerades 2023 till ett enklare och mer informativt namn av BirdLife Sveriges taxonomikommitté.